# Cantanhede
Cantanhede ist eine Cidade und ein Kreis (Concelho) in Portugal mit 7730 Einwohnern (Stand 30. Juni 2011).

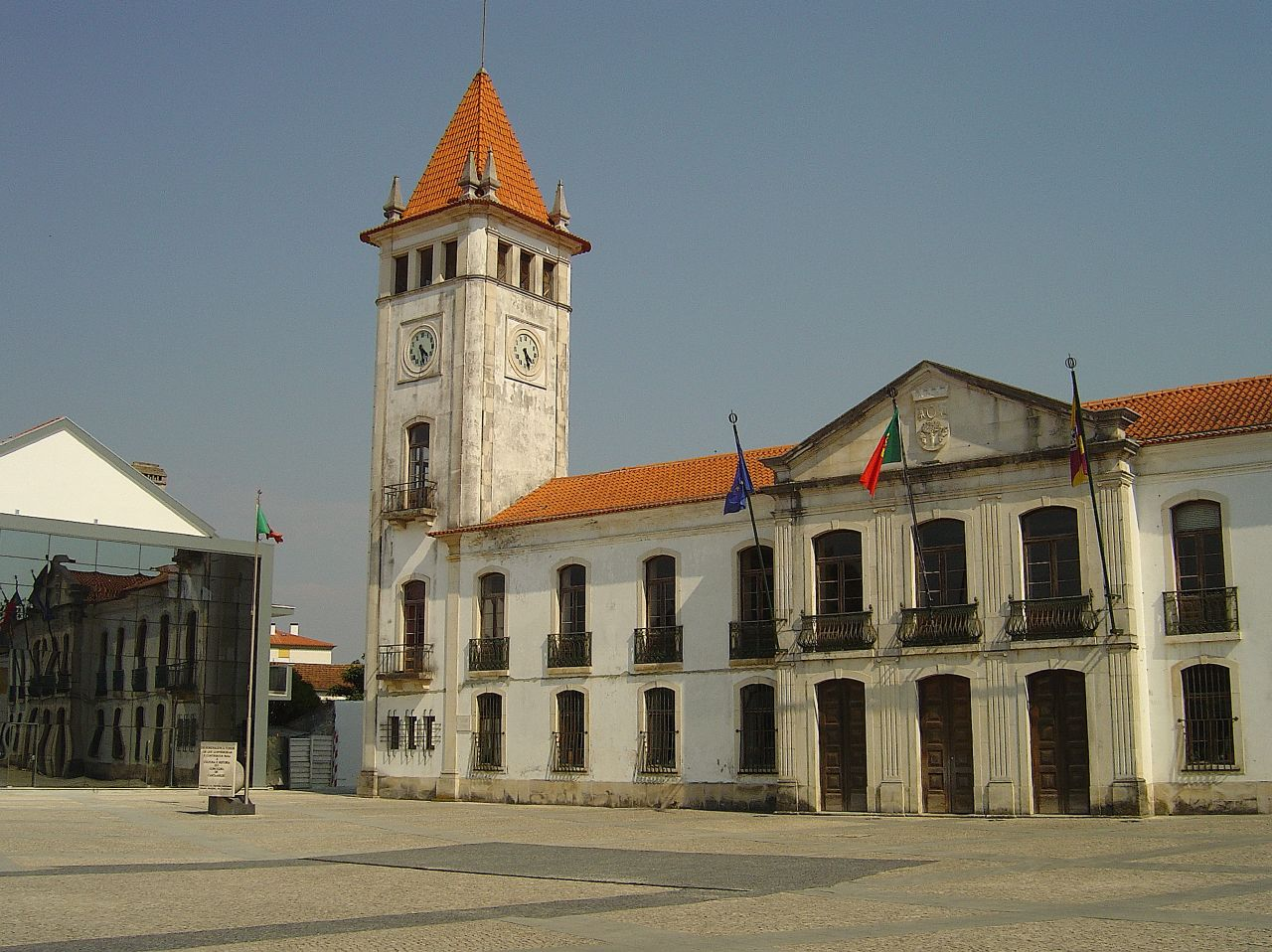
Das Rathaus (Câmara Municipal) von Cantanhede

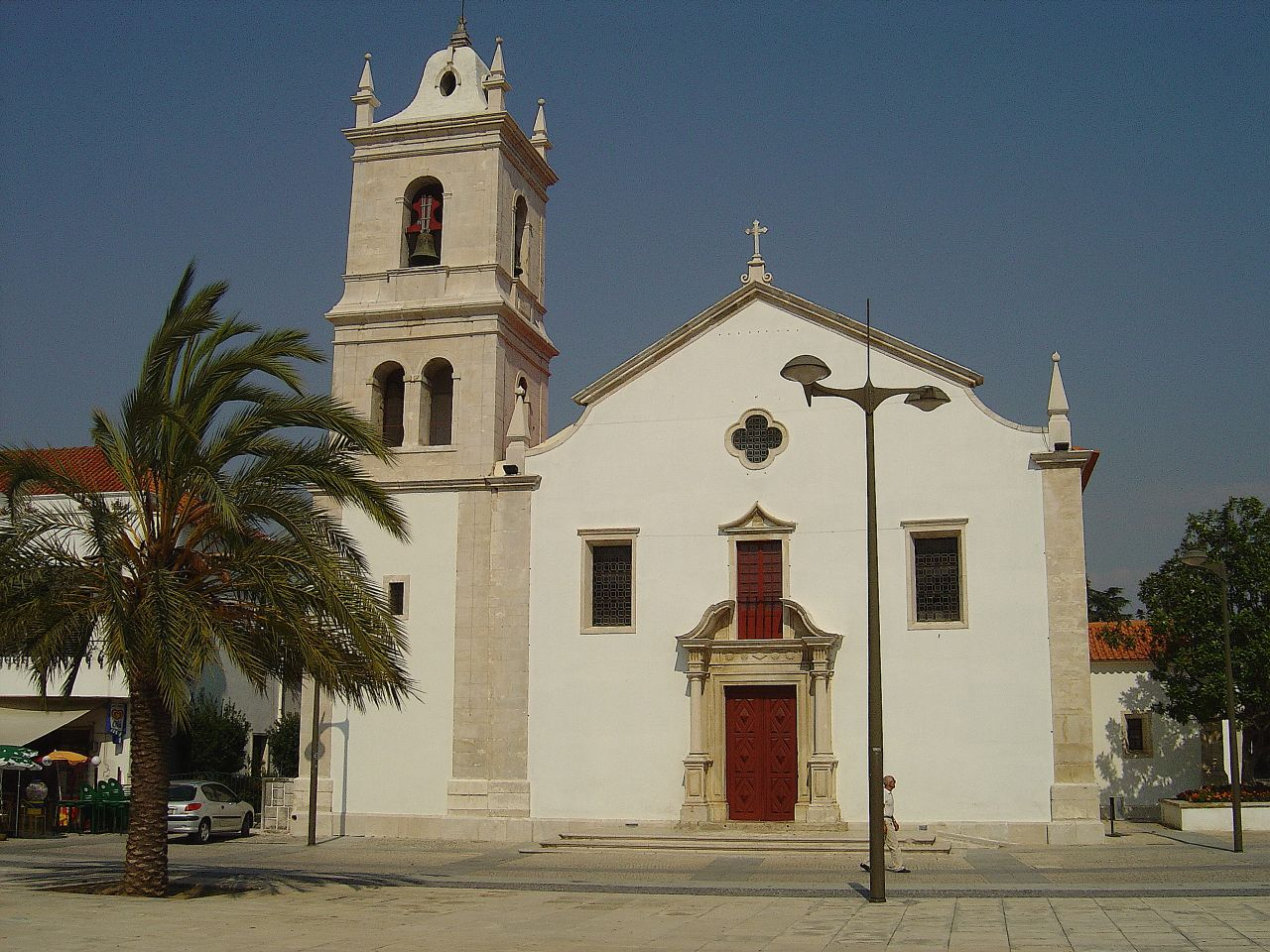
Die Kirche São Pedro aus dem späten 16. Jahrhundert

Am 29. September 2013 wurden die Gemeinden Cantanhede und Pocariça zur neuen Gemeinde União das Freguesias de Cantanhede e Pocariça zusammengeschlossen. Cantanhede ist Sitz dieser neu gebildeten Gemeinde.

## Geschichte
Funde belegen eine Besiedlung des Gebietes mindestens seit der mittleren Altsteinzeit. Der heutige Ort wurde erstmals im Jahr 1057 erwähnt, als D.Sisnando die Gegend befestigen und besiedeln ließ. Am 20. Mai 1514 erneuerte König Manuel I. die früheren, von König Afonso II. verliehenen Stadtrechte (Foral).
Nach Fernão Lopes hat König Pedro I. hier im Jahr 1360 seine posthume Heirat mit der ermordeten Inês de Castro verkündet.
Am 16. August 1991 wurde die vorherige Vila (Kleinstadt) Cantanhede zur Cidade (Stadt) erhoben.

## Verwaltung

### Kreis Cantanhede
Cantanhede ist Sitz eines gleichnamigen Kreises. Die Nachbarkreise sind im Norden Vagos, Oliveira do Bairro und Anadia, im Osten Mealhada, Südosten Coimbra, im Süden Montemor-o-Velho und Figueira da Foz, im Südwesten Mira sowie im Westen der Atlantische Ozean.
Mit der Gebietsreform im September 2013 wurden mehrere Gemeinden zu neuen Gemeinden zusammengefasst, sodass sich die Zahl der Gemeinden von zuvor 19 auf 14 verringerte.
Die folgenden Gemeinden liegen im Kreis Cantanhede:

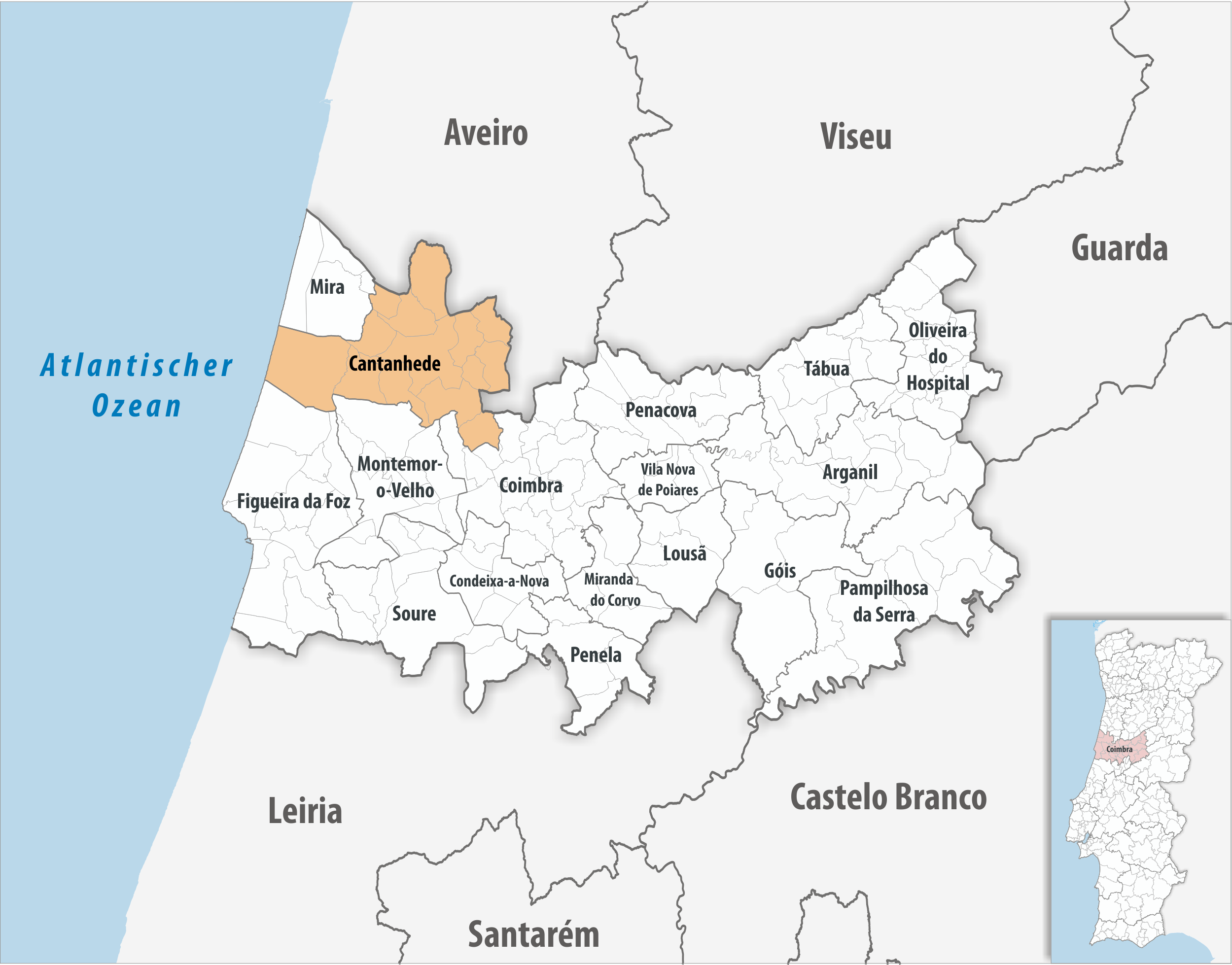
Kreis Cantanhede

| Gemeinde                     | Einwohner (2021) | Fläche km² | Dichte Einw./km² | LAU- Code |
| ---------------------------- | ---------------- | ---------- | ---------------- | --------- |
| Ançã                         | 2.451            | 18,10      | 135              | 060201    |
| Cadima                       | 2.644            | 26,99      | 98               | 060203    |
| Cantanhede e Pocariça        | 8.831            | 54,09      | 163              | 060220    |
| Cordinhã                     | 974              | 9,92       | 98               | 060205    |
| Covões e Camarneira          | 2.754            | 36,86      | 75               | 060221    |
| Febres                       | 3.036            | 22,94      | 132              | 060207    |
| Murtede                      | 1.288            | 20,17      | 64               | 060208    |
| Ourentã                      | 1.126            | 18,36      | 61               | 060209    |
| Portunhos e Outil            | 1.850            | 30,72      | 60               | 060222    |
| Sanguinheira                 | 1.753            | 26,60      | 66               | 060218    |
| São Caetano                  | 724              | 19,04      | 38               | 060215    |
| Sepins e Bolho               | 1.711            | 17,61      | 97               | 060223    |
| Tocha                        | 3.707            | 78,44      | 47               | 060214    |
| Vilamar e Corticeiro de Cima | 1.363            | 11,05      | 123              | 060224    |
| Kreis Cantanhede             | 34.212           | 390,88     | 88               | 0602      |

### Bevölkerungsentwicklung
| Einwohnerzahl im Kreis Cantanhede (1801–2011) | Einwohnerzahl im Kreis Cantanhede (1801–2011) | Einwohnerzahl im Kreis Cantanhede (1801–2011) | Einwohnerzahl im Kreis Cantanhede (1801–2011) | Einwohnerzahl im Kreis Cantanhede (1801–2011) | Einwohnerzahl im Kreis Cantanhede (1801–2011) | Einwohnerzahl im Kreis Cantanhede (1801–2011) | Einwohnerzahl im Kreis Cantanhede (1801–2011) | Einwohnerzahl im Kreis Cantanhede (1801–2011) | Einwohnerzahl im Kreis Cantanhede (1801–2011) |
| --------------------------------------------- | --------------------------------------------- | --------------------------------------------- | --------------------------------------------- | --------------------------------------------- | --------------------------------------------- | --------------------------------------------- | --------------------------------------------- | --------------------------------------------- | --------------------------------------------- |
| 1801                                          | 1849                                          | 1900                                          | 1930                                          | 1960                                          | 1981                                          | 1991                                          | 2001                                          | 2011                                          |                                               |
| 10.759                                        | 14.967                                        | 27.796                                        | 33.696                                        | 41.303                                        | 38.717                                        | 37.140                                        | 37.910                                        | 36.595                                        |                                               |

### Städtepartnerschaften
- Brasilien: Cantanhede (Bundesstaat Maranhão)
- Portugal: Rio Maior
- Portugal: Mêda
- Frankreich: Alfortville[7]

## Wirtschaft
Landesweit und international bekannt ist Cantanhede für seine Weine, insbesondere Rotwein. Es ist auch ein Schwerpunkt der Uhren- und Schmuckproduktion des Landes.
In den Gemeinden Cantanhede, Febres, Murtede und Tocha liegen die vier Gewerbegebiete des Kreises, die Parques Industriais, in denen sich eine Vielzahl Betriebe des produzierenden Gewerbes, der Verwaltung und der Logistik angesiedelt haben. Im Beira Atlântico Parque - Parque Tecnológico e Cultural de Cantanhede (dt.: Atlantik Park der Region Beira - Kultur- und Technologiepark Cantanhede) widmet man sich neben der New Economy vor allem der Biotechnologie, der Önologie und der Forstwissenschaft.
Auch Landwirtschaft und etwas Fremdenverkehr, insbesondere a den Stränden der Gemeinde Tocha, sind noch zu nennen.

## Verkehr
Seit der Aussetzung des Ramal da Figueira da Foz 2009 hat Cantanhede keinen eigenen Eisenbahnanschluss mehr; der nächste Bahnhof ist nun der im 13 km entfernten Mealhada gelegene Haltepunkt der Linha do Norte.
Über das Autobahnnetz ist Cantanhede über die Anschlussstelle von Mealhada der 13 km entfernten A1, über die Anschlussstelle Ançã der 10 km entfernten A14, und über die Anschlussstelle Tocha der 15 km entfernten A17 zu erreichen.

## Söhne und Töchter der Stadt

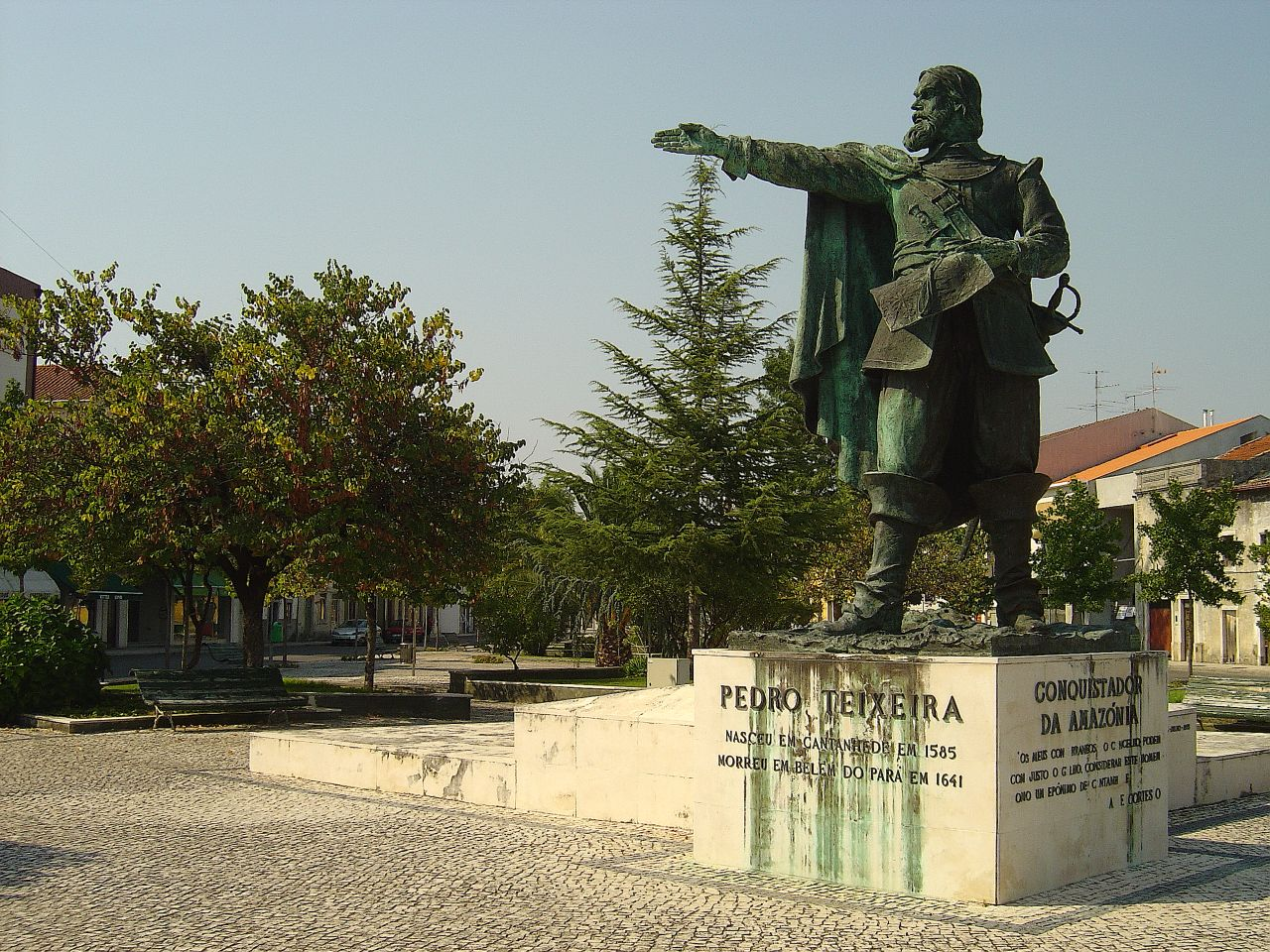
Denkmal von Pedro Teixeira in Cantanhede, Bronzestatue von Celestino Alves André, 1993

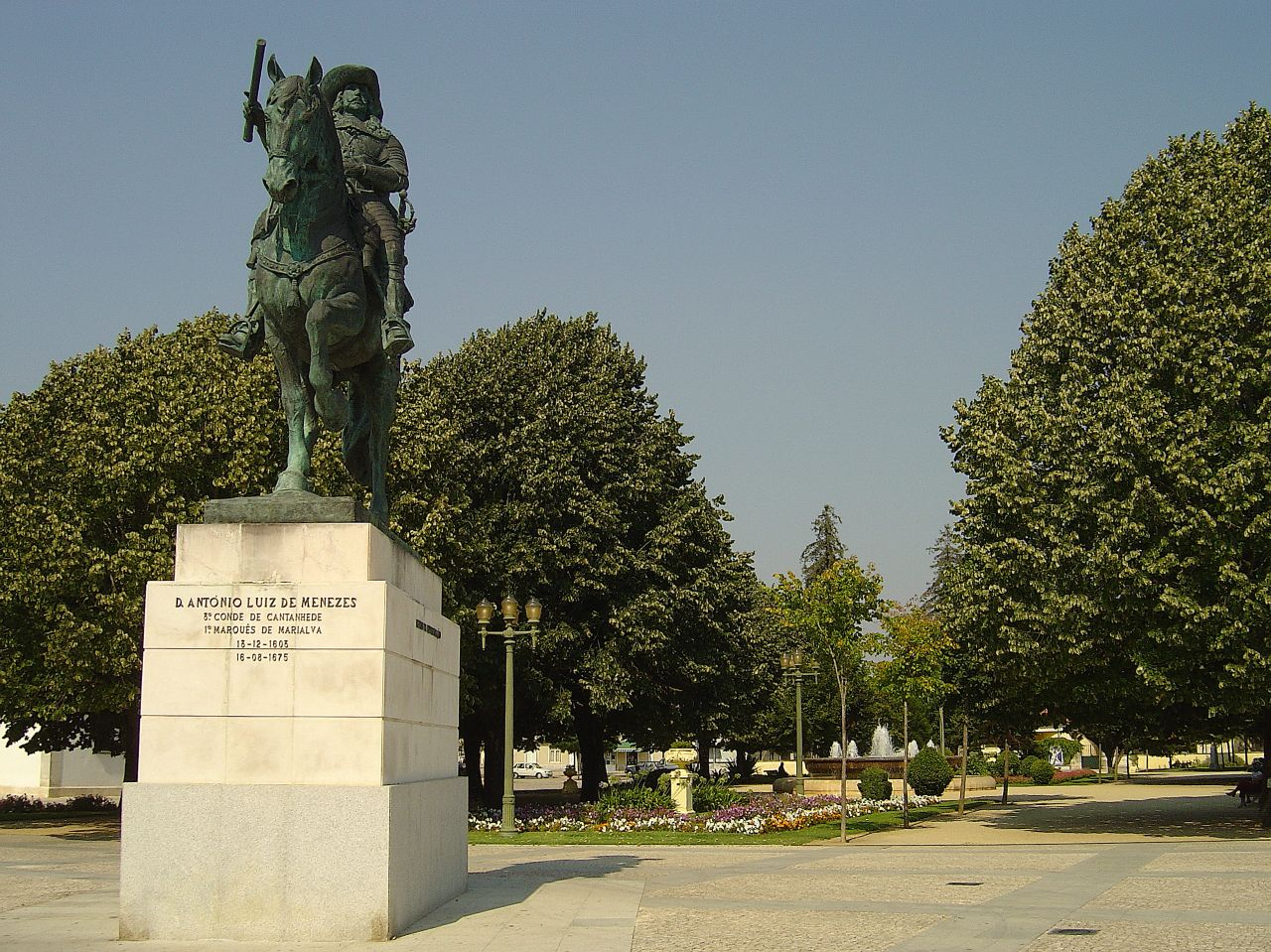
Denkmal Luís de Meneses’ in Cantanhede

- Pedro Teixeira (1585–1641), portugiesischer Offizier und Erforscher Amazoniens zur Kolonialzeit Brasiliens
- António Luís de Meneses, 1. Marquês de Marialva (1603–1675), portugiesischer Feldherr des Restaurationskriegs
- João Crisóstomo de Amorim Pessoa (1810–1888), Erzbischof von Braga und Patriarch von Ostindien (Goa)
- Jaime Cortesão (1884–1960), Arzt, Politiker, Historiker und Autor.
- Auzenda de Oliveira (1888–1960), Schauspielerin
- António Fragoso (1897–1918), Komponist, Pianist und Autor
- Augusto Abelaira (1926–2003), Journalist und Schriftsteller
- Luís Filipe (* 1979), Fußballspieler
- Carlos Pereira Rodrigues (* 1981), Fußballspieler